# Sergio Martín Herrera
Sergio Martín Herrera (Salamanca, 16 de diciembre de 1977) es un periodista español. Fue director del canal de televisión público de información continua 24 horas (TVE) de 2012 a 2016, director y presentador de La noche en 24 horas de 2013 a 2016 y de Los desayunos de TVE de 2016 a 2018.

## Biografía
Sergio Martín, nacido en Salamanca, se marchó a vivir a Zamora con tan solo un año de edad.[cita requerida] Es licenciado en Comunicación Audiovisual por la Universidad de Salamanca.
Comenzó su andadura profesional en los servicios informativos de RNE en el programa “España a las 6-7-8” del que fue subdirector, también ha trabajado en los Servicios Informativos de RNE Alicante.

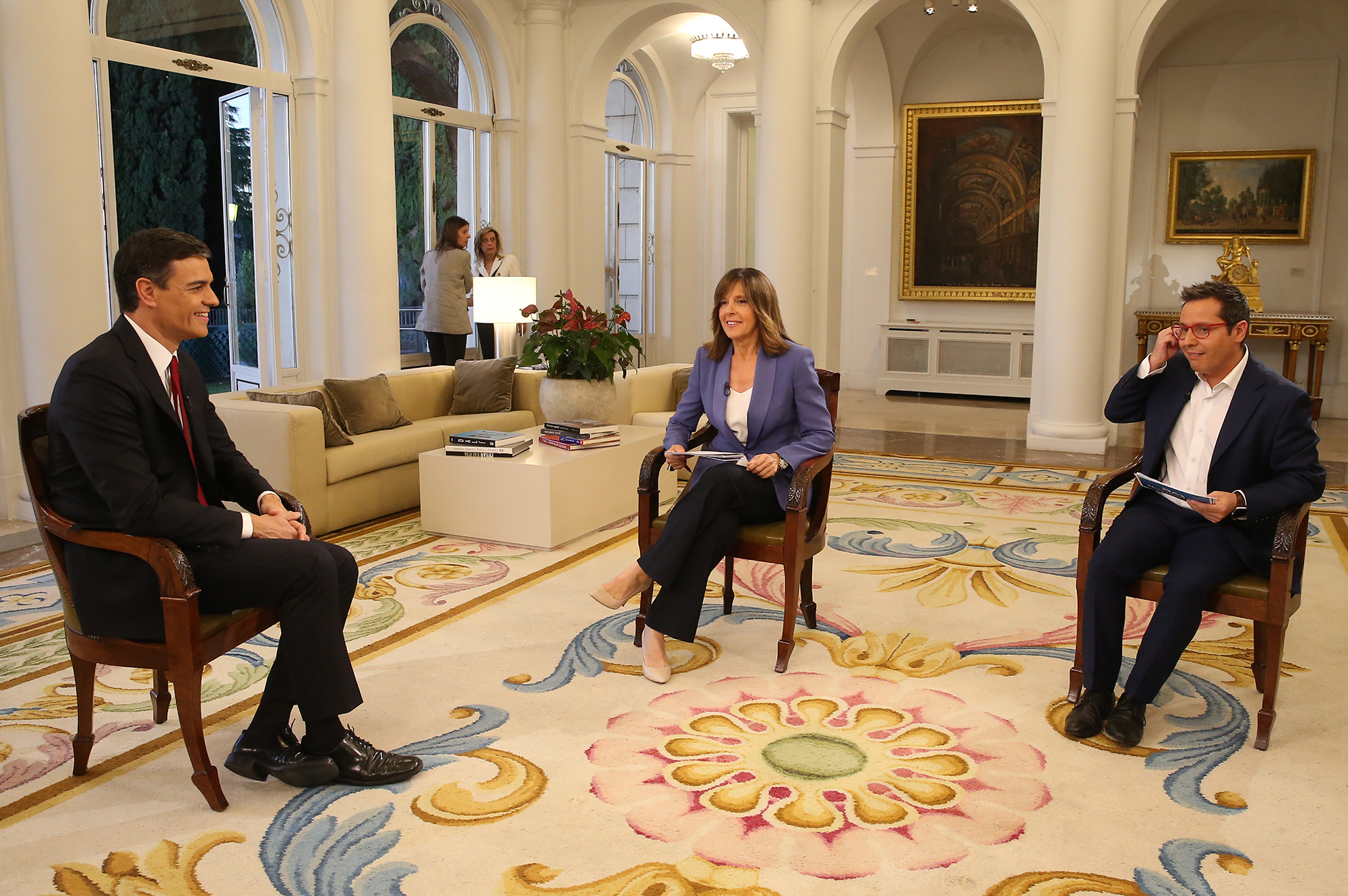
Junto a Ana Blanco, entrevistando a Pedro Sánchez en La Moncloa.

Sergio Martín también ha trabajado como reportero en la versión radiofónica de "España Directo" y ha colaborado en varios programas como “La Noche Menos Pensada”, “Las Mañanas de Radio 1", “El Tranvía”, “Buenos días, “La Ola” y “El Navegador”.
En 2007 la Asociación de la Prensa de Madrid le otorgó el Premio Larra, premio que reconoce la trayectoria del periodista menor de 30 años que más se haya distinguido a lo largo del año anterior.
En 2010 Sergio Martín se puso a los mandos de “ConSentidos“, una serie de monográficos en los que comparte un rato de conversación con gente con cosas interesantes que decir como Punset, Luis Bassat, Enrique Dans, Martín Varsavsky, Jesús Hermida, Emilio Duró, Carlos Latre, Javier Capitán, Mario Alonso Puig o El Langui, entre otros muchos.
También fue subdirector del programa de radio Esto me suena con el Ciudadano García.
Desde octubre de 2012 hasta agosto de 2016 Sergio Martín fue director del canal de información continua 24 Horas de Televisión Española. Tras un año en el cargo en septiembre de 2013 decidió sustituir a la presentadora de La noche en 24 horas, Ana Ibáñez, para darle dos espacios, Conversatorios en la Casa América y el Telediario Matinal en el canal 24h, asumiendo él la dirección del debate político de dicho canal en prime time. Antes que él, el programa había sido conducido por la citada Ana Ibáñez,  y en periodos anteriores por Xabier Fortes y Vicente Vallés. En 2013 presenta las capacidades interactivas del canal 24h.
Tras cuatro años como director del canal 24 horas de TVE y como presentador y director de La noche en 24 horas, abandona su puesto de trabajo para presentar en la cadena principal en la uno de TVE, la nueva temporada de Los desayunos de TVE a partir de septiembre de 2016. Desempeñó esa labor durante dos años. En septiembre de 2018 regresa a Canal 24 Horas en labores de redacción para el programa de nuevas tecnologías Zoom Net.

## Nuevo proyecto
El 7 de abril de 2020, en medio de la pandemia de la COVID-19, puso en marcha a través de YouTube el programa de entrevistas Cuando acabe esto, emitido a diario a partir de las 19.30 horas y con media hora de duración.

## Polémica entrevista a Pablo Iglesias
El 5 de diciembre de 2014 Sergio Martín entrevistó a Pablo Iglesias, líder de Podemos, en su programa La noche en 24 horas. Hacia el final de la entrevista, Martín se dirigió a Iglesias, en referencia a las recientes excarcelaciones de los miembros del grupo terrorista ETA Santiago Arróspide Sarasola, Santi Potros, y Alberto Plazaola, con el siguiente comentario: «Hay un vídeo [...] en el que hemos visto a Pablo Iglesias defender la salida de los presos de ETA de las cárceles..», tras lo cual concluyó «Esta semana está usted de enhorabuena, entonces». Iglesias contestó que no era "un problema de enhorabuena" y pidió que no se jugara con el dolor de las víctimas, tras lo cual añadió «Nada de enhorabuena, ¿eh?».
La entrevista desató una polémica en redes sociales como Twitter y fue recogida por algunos medios y analistas, que criticaron la actuación de Martín y de los tertulianos invitados, especialmente la de Alfonso Rojo. En unas grabaciones posteriormente filtradas a la prensa, Sergio Martín pidió a los periodistas invitados minutos antes de la entrevista "buen rollo" para que Pablo Iglesias "no diga luego que es una encerrona", tras lo cual Alfonso Rojo le contestó que "al enemigo ni agua". Xabier Fortes, el predecesor de Martín en La noche en 24 horas, se declaró «indignado» por la entrevista, que calificó de «vergonzosa y lamentable». Paralelamente, Miguel Ángel Curieses, secretario general de UGT en TVE, exigió su inmediata destitución y la apertura de un expediente disciplinario, calificando el de Sergio Martín como «un comentario zafio que busca hacer daño al personaje entrevistado». Maite Martín, de CC.OO., también pidió su dimisión por entender que no se trató de un «lapsus». El Consejo de Informativos de TVE pidió «la dimisión o destitución inmediata» de Martín.
Por otro lado la Oficina del Defensor del Espectador de RTVE declaró que conocer la postura de Pablo Iglesias sobre ETA era «obligado». También el director de Informativos de TVE, José Antonio Álvarez Gundín, negó que fuera a producirse ningún cese, afirmó apoyar sin reservas a Martín y acusó a Podemos de organizar una campaña contra él. Por su parte, Sergio Martín no hizo declaración alguna, mostró silencio en las redes sociales y al martes siguiente retomó su espacio sin hacer ninguna alusión al incidente del programa anterior.

## Premios
- Premio Bravo de Televisión (Conferencia Episcopal Española, 2017).[24]
- Antena de Oro (Federación de Asociaciones de Radio y Televisión de España, 2015).[25]
- Premio Mariano José de Larra (AsociacióndelaPrensadeMadrid, 2007).[26]

## Publicaciones
- Noticias, las justas. El reto de adaptar el lenguaje jurídico a la sociedad (2016) Sergio Martín (Coordinador), María Eizaguirre Comendador, Alberto Palomar, América Valenzuela, Almudena Vigil y Enrique Dans. Ed. Wolters Kluwer[27]